# Schizaphis graminum
Espèce
Schizaphis graminum (petit puceron des céréales ou puceron vert des graminées) est une espèce d'insectes hémiptères de la famille des Aphididae, originaire de la région paléarctique, mais présente dans tous les continents à l'exception de l'Australasie.
Ce puceron parasite de nombreuses espèces de Poaceae (graminées) sauvages et cultivées chez lesquelles il provoque des dégâts directs par ses piqûres alimentaires. C'est également un insecte vecteur de diverses maladies virales végétales, parmi lesquelles la jaunisse nanisante de l'orge (souche BYDV-SGV), la mosaïque de la canne à sucre et la mosaïque nanisante du maïs.

## Liste des sous-espèces
Selon Catalogue of Life (14 octobre 2015) :
- sous-espèce Schizaphis graminum gigjai Stroyan, 1960
- sous-espèce Schizaphis graminum graminum